# Johannes Bugenhagen
Johannes Bugenhagen, også kaldet Doktor Pomeranus (født 24. juni 1485 i Wollin, Pommern, Tyskland, død 20. april 1558 i Wittenberg) var en af Martin Luthers medarbejdere og spillede en ledende rolle ved organiseringen af de lutherske kirker i flere tyske byer og fyrstedømmer, i Pommern og i Danmark. Hans kontakt med Danmark indebar at han også havde væsentlig indflydelse på lutherdommens tidlige udvikling i Norge.
Bugenhagen kom fra Wittenberg til København i juli 1537 og blev i Danmark i to år.
Han skulle hjælpe med genoprettelsen af Københavns Universitet , reformationens fuldendelse og kongens og dronningens kroning 12. august 1537 – Christian 3. og dronning Dorothea. Desuden indsatte han lutherske biskopper, superintendenter, september samme år. Han havde også en afgørende indflydelse på udarbejdelsen af en luthersk kirkeordinans eller kirkeforfatning, en samling kirkelige lovtekster, som strukturerede det nye kirkeliv i Danmark og Norge.